# Handa

Handa (半田市 Handa-shi?) este un municipiu din Japonia, prefectura Aichi.